# Oncideres polychroma
Oncideres polychroma là một loài bọ cánh cứng trong họ Cerambycidae.